# Stranger (série télévisée)
Stranger (hangeul : 비밀의 숲 ; RR : bimileui seob, littéralement « forêt secrète ») est une série dramatique sud-coréenne en 16 épisodes de 70 minutes, créée par Lee Soo-yeon et diffusée du 10 juin 2017 au 30 juillet 2017 sur le réseau TVN. Renouvelée pour une deuxième saison, les 16 nouveaux épisodes de la série ont été diffusés du 15 août 2020 au 4 octobre 2020, toujours sur TVN.
En France, elle est intégralement diffusée depuis le 1er août 2017 sur Netflix.

## Synopsis
Hwang Si-mok, un procureur dépourvu d'empathie et d'aptitudes sociales, ayant perdu la faculté de ressentir des émotions après une opération au cerveau, fait équipe avec une inspectrice pour résoudre un meurtre impliquant de la corruption.
Ils unissent leurs forces pour éradiquer la corruption au bureau du procureur fédéral du district Séoul ouest dans le but de débusquer le coupable du crime.

## Distribution

### Principaux
- Cho Seung-woo : Hwang Shi-mok, le procureur
  - Gil Jeong-woo : Hwang Shi-mok, à dix ans
  - Song Eui-joon : Hwang Shi-mok, à quinze ans
- Bae Doona : Han Yeo-jin, l’inspectrice

### Secondaires

#### Bureau de procureur des districts occidentaux
- Yoo Jae-myung : Lee Chang-joon, le procureur général adjoint
- Lee Joon-hyuk : Seo Dong-jae, le procureur
- Shin Hye-sun : Yeong Eun-soo, la procureur

#### Poste de police de Yongsan
- Choi Byung-mo : Kim Woo-gyoon
- Park Gene-woo : Kim Soo-chan
- Choi Jae-woong : Jang Geon

### Complémentaires
- Lee Kyeong-yeong : Lee Yoon-beom, le beau-père de Lee Chang-joon
- Yoon Se-ah : Lee Yeon-jae
- Lee Ho-jae : Yeong Il-jae
- Nam Gi-ae : la mère de Young Eun-soo
- Ye Soo-jung : la mère de Park Moo-sung
- Park Sung-geun : Kang Won-chul
- Jeon Yeo-jin : la femme de Kang Jin-seob
- Lee Dong-yong : le chauffeur de taxi
- Kang Min-tae : le client bourré dans le taxi
- Jeon Bae-soo : le chef d’équipe des enquêteurs
- Seo Dong-won : Kim Jung-bon
  - Kim Jin-seong : Kim Jung-bon, à quinze ans
- Lee Tae-hyung : Kim Ho-seob
- Kim So-ra : Choi Young
- Lee Kyu-hyung : Yoon Se-won
- Han Chang-hyun : le chef de la Division des poursuites
- Kim Ji-hoon : Lee Moon-woo
- Jeon Soo-yeon : Jo Hye-seon
- Jang Sung-bum : Park Kyung-wan
- Song Ji-ho : Park Soon-chang
- Park Yoo-na : Kwon Min-ah/Kim Ga-young
- Bae Hyo-won : le secrétaire Yang
- Seo Kwang-jae : le juge
- Lee Hae-Young : Le chef du bureau d'enquête Shin Jae-yong
- Kwak In-joon
- Song Soo-hyun : Han Yi-ji
- Cheon Min-hee : le propriétaire du bar
- Son Dong-hwa : le docteur
- Park Seong-gyun : le chef de la Division des poursuites
- Jung Hyun-seok : le journaliste
- Byun Joo-hyun : Matsuyama
- Jung Dong-gyu : le ministre de La Défense nationale
- Lee Yoon-sang : le directeur Cho
- Son Seong-chan
- Lee Han-na : un étudiant
- Song Soo-hyun : un étudiant

### Apparitions exceptionnelles
- Park Soon-chun : la mère de Hwang Shi-mok
- Um Hyo-sup : Park Moo-sung
- Yoon Kyung-ho : Kang Jin-seob
- Lee Jae-yong : Kim Nam-jin
- Sunwoo Jae-duk : Ahn Seung-ho
- Lee Jae-won : Kim Tae-kyoon
- Tae In-ho : Kim Byung-hyun

## Fiche technique
- Titre original : 비밀의 숲 / 비밀의 숲 2
- Titre international : Secret Forest
- Titre français : Stranger
- Création : Lee Soo-yeon
- Réalisation : Ahn Gil-ho
- Scénario : Lee Soo-yeon
- Musique : Kim Joon-seok et Jeong Se-rin
- Production : Park Eun-kyeong et Seo Jae-hyeon ; Lee Chan-ho, Min Hyun-il, Go Byung-chul et Lee Sung-jin (exécutifs)
- Sociétés de production : Signal Entertainment Group
- Sociétés de distribution : TVN (Corée du Sud), Netflix (France)
- Budget : 90 millions d'euros
- Pays d’origine :  Corée du Sud
- Langue originale : coréen
- Format : couleur - Dolby Digital
- Genre : drame
- Durée : 70 minutes

## Épisodes

### Saison 1
- Épisode 1
- Épisode 2
- Épisode 3
- Épisode 4
- Épisode 5
- Épisode 6
- Épisode 7
- Épisode 8
- Épisode 9
- Épisode 10
- Épisode 11
- Épisode 12
- Épisode 13
- Épisode 14
- Épisode 15
- Épisode 16

### Saison 2
La saison 2 compte elle aussi 16 épisodes.
- Épisode 1:
- Épisode 2:
- Épisode 3:
- Épisode 4:
- Épisode 5:
- Épisode 6:
- Épisode 7:
- Épisode 8:
- Épisode 9:
- Épisode 10:
- Épisode 11:
- Épisode 12:
- Épisode 13:
- Épisode 14:
- Épisode 15:
- Épisode 16:

## Accueil

### Audiences
| Épisodes #     | Dates de diffusion originale | Parts de marché inférieure à la moyenne | Parts de marché inférieure à la moyenne | Parts de marché inférieure à la moyenne |
| Épisodes #     | Dates de diffusion originale | AGB Nielsen                             | AGB Nielsen                             | TNmS                                    |
| Épisodes #     | Dates de diffusion originale | Monde                                   | Séoul                                   | TNmS                                    |
| Saison 1       | Saison 1                     | Saison 1                                | Saison 1                                | Saison 1                                |
| -------------- | ---------------------------- | --------------------------------------- | --------------------------------------- | --------------------------------------- |
| 1              | 10 juin 2017                 | 3.041%                                  | 3.627%                                  | 3.176%                                  |
| 2              | 11 juin 2017                 | 4,148 %                                 | 5,498 %                                 | 4,0 %                                   |
| 3              | 17 juin 2017                 | 4,088 %                                 | 4,420 %                                 | 3,6 %                                   |
| 4              | 18 juin 2017                 | 4,170 %                                 | 4,923 %                                 | 4,5 %                                   |
| 5              | 24 juin 2017                 | 4,064 %                                 | 5,203 %                                 | 3,7 %                                   |
| 6              | 25 juin 2017                 | 4,082 %                                 | 5,174 %                                 | 3,9 %                                   |
| 7              | 1er juillet 2017             | 4,389 %                                 | 4,888 %                                 | 4,0 %                                   |
| 8              | 2 juillet 2017               | 4,154 %                                 | 5,237 %                                 | 4,6 %                                   |
| 9              | 8 juillet 2017               | 4,319 %                                 | 5,506 %                                 | 4,3 %                                   |
| 10             | 9 juillet 2017               | 4,834 %                                 | 6,434 %                                 | 4,6 %                                   |
| 11             | 15 juillet 2017              | 4,733 %                                 | 5,709 %                                 | 5,0 %                                   |
| 12             | 16 juillet 2017              | 5,511 %                                 | 6,875 %                                 | 5,0 %                                   |
| 13             | 22 juillet 2017              | 4,451 %                                 | 5,582 %                                 | 4,4 %                                   |
| 14             | 23 juillet 2017              | 5,447 %                                 | 7,125 %                                 | 6,0 %                                   |
| 15             | 29 juillet 2017              | 4,993 %                                 | 6,240 %                                 | 5,1 %                                   |
| 16             | 30 juillet 2017              | 6.568%                                  | 7.622%                                  | 7.1%                                    |
| Part de marché | Part de marché               | %                                       | %                                       | %                                       |
| Saison 2       |                              |                                         |                                         |                                         |
| 1              | 15 août 2020                 |                                         |                                         |                                         |
| 2              | 16 août 2020                 |                                         |                                         |                                         |
| 3              | 22 août 2020                 |                                         |                                         |                                         |
| 4              | 23 août 2020                 |                                         |                                         |                                         |
| 5              | 29 août 2020                 |                                         |                                         |                                         |
| 6              | 30 août 2020                 |                                         |                                         |                                         |
| 7              | 5 septembre 2020             |                                         |                                         |                                         |
| 8              | 6 septembre 2020             |                                         |                                         |                                         |
| 9              | 12 septembre 2020            |                                         |                                         |                                         |
| 10             | 13 septembre 2020            |                                         |                                         |                                         |
| 11             | 19 septembre 2020            |                                         |                                         |                                         |
| 12             | 20 septembre 2020            |                                         |                                         |                                         |
| 13             | 26 septembre 2020            |                                         |                                         |                                         |
| 14             | 27 septembre 2020            |                                         |                                         |                                         |
| 15             | 03 octobre 2020              |                                         |                                         |                                         |
| 16             | 04 octobre 2020              |                                         |                                         |                                         |
| Part de marché | Part de marché               | %                                       | %                                       | %                                       |

### Critiques
Depuis sa diffusion au 1er août 2017 sur Netflix, Allociné mentionne une cote de satisfaction spectateurs de 3,8 sur 5.